# Markus Wustmann
Markus Wustmann (* 1975 in Leipzig) ist ein deutscher Fotograf und Filmemacher.

## Leben und Wirken
Wustmann begann 1996 seine Karriere als Fotograf für Bands wie Sharon Stoned, Readymade, Motorpsycho und The Caine, und hat auch Künstler wie Kolkhorst und Dirk Darmstaedter langjährig visuell begleitet. Im Auftrag der Musikmagazine Spex, Intro und Persona non Grata fotografierte er zahlreiche Persönlichkeiten aus der Welt der Musik, Literatur und des Films, wie z. B. Phillip Boa, Bret Easton Ellis und Jörg Buttgereit. Als Regisseur von Musikvideos drehte er das erste Blackmail-Video („Gone too soon too far“, 2000) und in der Folge Clips für Michel van Dyke, The Galan Pixs, Rantanplan, Superpunk, Jack Beauregard und viele andere mehr. 2005 entstand „Fes-Dur“, ein Film über den Filmkomponisten André Feldhaus. Markus Wustmanns Konzertfilm „Live at Vier Linden“ für die Band B.B. & The Blues Shacks wurde von den Lesern des österreichischen Magazins CONCERTO und von BLUES-NEWS-POLL als „Beste DVD International“ 2006 ausgezeichnet. Außerdem drehte er 2003 den schwarzweißen Beitrag „Zuhause“ für die DVD „Ohren zu und durch“ der Sportfreunde Stiller.
2002 gewann er für „Strange Again“ den mit 10.000 Euro dotierten Bremer Dokumentarfilm Förderpreis.